# Alessandra Kersevan
Alessandra Kersevan, italijanska zgodovinarka, založnica in esejistka, * 18. december 1950, Tržič, Italija.
Specializirana za zgodovino in kulturo Furlanije - Julijske krajine in vzhodne meje (za Slovence zahodna meja) v prvi polovici 20. stoletja. 

## Objave

### Zgodovina
- Che il mondo intero attonito sta. Giuseppe Nogara. Luci e ombre di un arcivescovo 1928-1945. Videm: KappaVu. 1992.
- Porzûs. Dialoghi sopra un processo da rifare. Videm: KappaVu. 1995. ISBN 8889808756.
- Un campo di concentramento fascista. Gonars (1942-1943). Videm: KappaVu - Občina Gonars. 2003. ISBN 8889808705.
- Lager italiani. Pulizia etnica e campi di concentramento fascisti per civili jugoslavi 1941-1943. Rim: Nutrimenti. 2008. ISBN 8888389946.
- Alessandra Kersevan, ur. (2014). Da Sanremo alle foibe. Spunti di riflessione storica e culturale sullo spettacolo Magazzino 18. Videm: KappaVu. ISBN 8897705456.

### Furlanščina
- Cjantis e rimarolis pai frutins. Videm: KappaVu. 1987. ISBN 8897705162.
- Alessandra Kersevan, ur. (2005). San Pieri e il Signor e altris contis dal bon acet. Racconti dell'accoglienza. Videm: KappaVu. ISBN 8889808543.

### Književnost
- Alessandra Kersevan, ur. (2007). Intersezioni babeliche. Lingue dominanti e lingue dominate nella letteratura del '900. Videm: KappaVu. ISBN 8889808179.